# Box Elder (South Dakota)
Box Elder ist eine Stadt im Pennington County und Meade County des US-Bundesstaates South Dakota.

## Demografie
Nach der Volkszählung von 2020 leben in Box Elder 11.746 Menschen. Die Bevölkerung teilte sich 2010 auf in 82,9 % Weiße, 3,4 % Afroamerikaner, 3,3 % amerikanische Ureinwohner, 1,3 % Asiaten, 1,5 % Ozeanier und 6,8 % mit zwei oder mehr Ethnizitäten. Hispanics oder Latinos aller Ethnien machten 7,8 % der Bevölkerung aus. Das mittlere Haushaltseinkommen lag bei 53.382 US-Dollar und die Armutsquote bei 12,2 %.
| Jahr | Einwohner¹ |
| ---- | ---------- |
| 1970 | 607        |
| 1980 | 3186       |
| 1990 | 2680       |
| 2000 | 2841       |
| 2010 | 7800       |
| 2020 | 11.746     |

¹ 1950 – 2020: Volkszählungsergebnisse